# Свети Йоан Кръстител (Несебър)
Вижте пояснителната страница за други значения на Свети Йоан Кръстител.
„Свети Йоан Кръстител“ е православна църква в Несебър, България. Тя е част от Архитектурно-историческия резерват в града, който е част от Световното наследство на ЮНЕСКО и един от 100-те национални туристически обекта.

## История, архитектурни и художествени особености
Църквата е построена през Х-XI век и е една от най-добре запазените в Несебър. Градена е от ломен камък и хоросан. Тя е трикорабна и има четири зидани стълба, поддържащи целия купол. Има правоъгълен план с размери 12 x 10 m и кръстокуполно покритие.
Църквата е типичен представител на прехода от скъсената базилика към кръстокуполната църква. Над центъра – на вписан кръг, се извисява цилиндричен барабан, завършващ с полусферичен купол. На изток завършва с три полукръгли апсиди. Църквата е без притвор. Западната, северната и южната фасада са насочени с по една висока сляпа арка. Църквата е измазана и стенописана. От изображенията са запазени ктиторски портрет (XIV в.), разположен на южната стена, както и сцена с образа на Св. Марина (XVII в.), разположена върху югозападната колона.
Днес църквата не функционира и се използва като художествена галерия.

## Галерия
- Църквата на пощенска картичка преди 1943 г.